# Diócesis de Innsbruck
La diócesis de Innsbruck (en latín: Dioecesis Oenipontana y en alemán: Diözese Innsbruck) es una circunscripción eclesiástica latina de la Iglesia católica en Austria, sufragánea de la arquidiócesis de Salzburgo. La diócesis tiene al obispo Hermann Glettler, Comm. l'Emm. como su ordinario desde el 27 de septiembre de 2017.

## Territorio y organización
La diócesis tiene 9845 km² y extiende su jurisdicción sobre los fieles católicos de rito latino residentes en el estado de Tirol (con la excepción de la parte noreste del estado que depende de la arquidiócesis de Salzburgo).
La sede de la diócesis se encuentra en la ciudad de Innsbruck, en donde se halla la Catedral de Santiago.
En 2019 en la diócesis existían 243 parroquias agrupadas en 16 decanatos.

## Historia
La administración apostólica de Innsbruck-Feldkirch fue erigida el 9 de abril de 1921, obteniendo el territorio de la diócesis de Bresanona (hoy diócesis de Bolzano-Bresanona). Básicamente, era la parte de la diócesis de Bresanona que, después de la Primera Guerra Mundial, había sido separada del obispado por la nueva frontera.
El 12 de diciembre de 1925 la administración apostólica pasó a depender del nombramiento por la Santa Sede y a ser sufragánea de la arquidiócesis de Salzburgo.
El concordato de 1933 con Austria preveía el establecimiento de una diócesis en el territorio de la administración apostólica, pero el proyecto no se llevó a cabo.
La administración apostólica fue elevada a diócesis el 6 de agosto de 1964 con la bula Sedis Apostolicae del papa Pablo VI.
El 8 de diciembre de 1968 se dividió la diócesis de Innsbruck-Feldkirch, dando lugar a la diócesis de Feldkirch y la diócesis de Innsbruck.

## Estadísticas
De acuerdo al Anuario Pontificio 2022, la diócesis tenía a fines de 2021 un total de 369 768 fieles bautizados.
| Año                                                                             | Población            | Población | Población      | Sacerdotes | Sacerdotes    | Sacerdotes    | Bautizados por sacerdote | Diáconos permanentes | Religiosos | Religiosos | Parroquias |
| Año                                                                             | Bautizados católicos | Total     | % de católicos | Total      | Clero secular | Clero regular | Bautizados por sacerdote | Diáconos permanentes | Varones    | Mujeres    | Parroquias |
| ------------------------------------------------------------------------------- | -------------------- | --------- | -------------- | ---------- | ------------- | ------------- | ------------------------ | -------------------- | ---------- | ---------- | ---------- |
| 1970                                                                            | 381 000              | 407 000   | 93.6           | 519        | 231           | 288           | 734                      |                      | 373        | 1488       | 239        |
| 1980                                                                            | 421 500              | 451 400   | 93.4           | 540        | 295           | 245           | 780                      | 10                   | 300        | 1250       | 276        |
| 1990                                                                            | 466 686              | 505 058   | 92.4           | 437        | 237           | 200           | 1067                     | 21                   | 242        | 920        | 285        |
| 1999                                                                            | 418 011              | 499 622   | 83.7           | 476        | 203           | 273           | 878                      | 44                   | 354        | 371        | 242        |
| 2000                                                                            | 429 182              | 464 236   | 92.4           | 474        | 201           | 273           | 905                      | 44                   | 354        | 371        | 242        |
| 2001                                                                            | 434 820              | 460 801   | 94.4           | 399        | 187           | 212           | 1089                     | 44                   | 277        | 194        | 245        |
| 2002                                                                            | 412 871              | 462 323   | 89.3           | 396        | 186           | 210           | 1042                     | 54                   | 277        | 193        | 245        |
| 2003                                                                            | 410 837              | 463 666   | 88.6           | 412        | 203           | 209           | 997                      | 54                   | 280        | 285        | 244        |
| 2004                                                                            | 408 895              | 467 170   | 87.5           | 367        | 172           | 195           | 1114                     |                      | 257        | 257        | 244        |
| 2006                                                                            | 407 982              | 526 226   | 77.5           | 396        | 209           | 187           | 1030                     | 54                   | 258        | 253        | 244        |
| 2012                                                                            | 395 855              | 537 770   | 73.6           | 356        | 189           | 167           | 1111                     | 60                   | 290        | 237        | 244        |
| 2013                                                                            | 394 275              | 542 011   | 72.7           | 354        | 190           | 164           | 1113                     | 55                   | 273        | 570        | 244        |
| 2016                                                                            | 388 552              | 554 653   | 70.1           | 332        | 182           | 150           | 1170                     | 62                   | 257        | 499        | 243        |
| 2019                                                                            | 378 373              | 570 120   | 66.4           | 312        | 165           | 147           | 1212                     | 66                   | 250        | 431        | 243        |
| 2021                                                                            | 369 768              | 573 844   | 64.4           | 281        | 152           | 129           | 1315                     | 66                   | 218        | 362        | 245        |
| Fuente: Catholic-Hierarchy, que a su vez toma los datos del Anuario Pontificio. |                      |           |                |            |               |               |                          |                      |            |            |            |

## Episcopologio
- Sigismund Waitz † (9 abril de 1921-15 de octubre de 1938 renunció)
- Paulus Rusch † (15 de octubre de 1938-13 de agosto de 1980 retirado)
- Reinhold Stecher † (15 de diciembre de 1980-10 de octubre de 1997 retirado)
- Alois Kothgasser, S.D.B. (10 de octubre de 1997-27 de noviembre de 2002 nombrado arzobispo de Salzburgo)
- Manfred Scheuer (21 de octubre de 2003-18 de noviembre de 2015 nombrado obispo de Linz)
- Hermann Glettler, Comm. l'Emm., desde el 27 de septiembre de 2017